# بخش ویندزور (شهرستان اشتابولا، اوهایو)
بخش ویندزور (به انگلیسی: Windsor Township) یک منطقهٔ مسکونی در ایالات متحده آمریکا است که در شهرستان آشتابولا، اوهایو واقع شده‌است.
 بخش ویندزور ۶۴٫۰ کیلومتر مربع مساحت و ۲٬۲۷۹ نفر جمعیت دارد و ۳۰۵ متر بالاتر از سطح دریا واقع شده‌است.